# Комісарівська сільська рада
| Комісарівська сільська рада — колишній орган місцевого самоврядування у П'ятихатському районі Дніпропетровської області з адміністративним центром у с. Комісарівка. Сільській раді були підпорядковані населені пункти: - с. Комісарівка |

## Склад ради
Рада складалася з 16 депутатів та голови.

## Керівний склад сільської ради
| ПІБ                      | Основні відомості                                                                       | Дата обрання | Дата звільнення |
| ------------------------ | --------------------------------------------------------------------------------------- | ------------ | --------------- |
| Куценко Тетяна Дмитрівна | Сільський голова, 1960 року народження, освіта, член народної партії                    | 26.03.2006   | 31.10.2010      |
| Куценко Тетяна Дмитрівна | Сільський голова, 1976 року народження, освіта середня спеціальна, член Партії регіонів | 31.10.2010   |                 |

Примітка: таблиця складена за даними джерела